# Piràmide de Niuserre
La Piràmide de Niuserre (en egipci antic: Men-sut Ni-user-re, 'Duradors són els llocs de Niuserre') és un conjunt piramidal de mitjan segle xxv abans de la nostra era construït per al faraó egipci Niuserre de la Dinastia V. Durant el seu regnat, Niuserre va acabar els monuments incomplets de son pare, Nefererkare, de sa mare, Khentkaus II i de son germà, Neferefre, abans de fer el seu complex personal. Va triar un lloc en la necròpoli d'Abusir al-Melek entre els conjunts de Nefererkare i Sahure i, restrictiu en àrea i terreny, economitzà costos de mà d'obra i material. Niuserre fou el darrer rei sepultat en aquesta necròpoli.
El monument de Niuserre abasta una piràmide principal, un temple funerari adjacent a la cara est, un temple de la vall al llac Abusir i una calçada que l'acompanya destinada al monument de Nefererkare, i una piràmide de culte. La piràmide principal tenia un nucli esglaonat construït amb pedra calcària tallada de Tura. La carcassa de pedra calcària fou despullada per lladres de pedra i el nucli restà exposat a l'erosió. Això, juntament amb una major activitat humana, va reduir la piràmide de quasi 52 m d'alçada a un monticle ruïnós, amb una subestructura perillosa per a entrar per risc d'ensulsiades.
Al costat de la cara est de la piràmide hi ha el temple mortuori amb una configuració i característiques inusuals. En lloc del pla habitual en forma de T, el temple es va construir en forma de L; una alteració produïda per les mastabes de l'est. Va introduir-hi una antichambre carrée, un tipus innovador de cambra, que es va convertir en una característica estàndard dels monuments posteriors. Té una plataforma quadrada inexplicable en el temple, que ha dut als arqueòlegs a suggerir que pot haver-hi un piramidó d'obelisc proper. Això seria inusual, perquè els obeliscos eren característiques dels temples solars egipcis, però no dels conjunts piramidals.
A les cantonades nord i sud-est, hi ha dues estructures que semblen haver estat prototips de pilons. Aquests també arribarien a ser característiques bàsiques dels temples i palaus posteriors. A la cantonada sud-est, un recinte separat alberga la piràmide de culte —una piràmide menuda l'objectiu de la qual encara no és clar. Des de l'entrada del temple mortuori, una llarga calçada condueix al temple de la vall. Estava en construcció per al monument de Nefererkare, però després es reutilitzà per al de Niuserre. Per tant, la calçada té una corba on canvia la direcció del temple mortuori de Nefererkare al de Niuserre.
Altres dos conjunts s'han trobat a la zona. Coneguts com a Lepsius XXIV i Lepsius XXV, poden haver pertangut a les consorts de Niuserre, en concret a la reina Reputnebu, o al seu germà Neferefre. Més al nord-oest hi ha mastabes construïdes per als xiquets del faraó. Les tombes dels sacerdots i funcionaris associats al culte funerari del rei també són en la rodalia. Mentre que els cultes funeraris d'altres reis van morir en el Primer Període Intermedi, Niuserre potser sobrevisqué a aquest període de transició i a l'Imperi Mitjà, tot i que aquest continua sent un tema polèmic entre els egiptòlegs.

## Situació i excavació

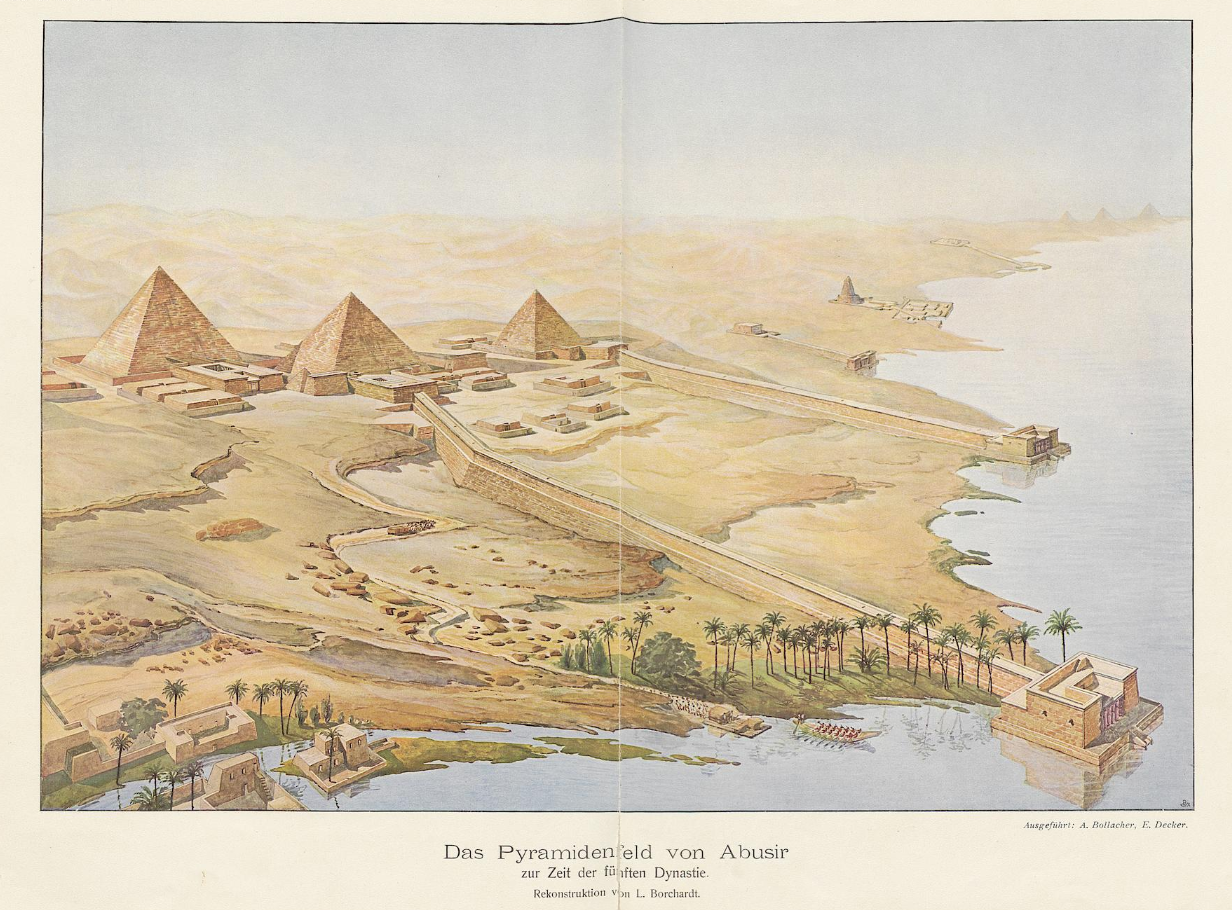
Pintura de la necròpoli d'Abusir al-Melek, per A. Bollacher i E. Decker, presentada com estava en l'Imperi Antic

La piràmide de Niuserra és a la necròpoli d'Abusir al-Melek, entre Saqqara i l'altiplà de Guiza, al Baix Egipte (la regió més septentrional d'Egipte). Abusir al-Melek tingué molta importància en la Dinastia V després que Userkaf, el primer governant, hi construís el seu temple solar i el seu successor, Sahure, inauguràs una necròpoli reial amb el seu monument funerari.
El successor i fill immediat de Sahure, Nefererkare, fou el segon rei sepultat en la necròpoli. El monument de Niuserre va completar l'estreta unitat arquitectònica familiar que havia crescut al voltant del conjunt piramidal del seu pare, Nefererkare, al costat de la piràmide de sa mare i la mastaba del seu germà.

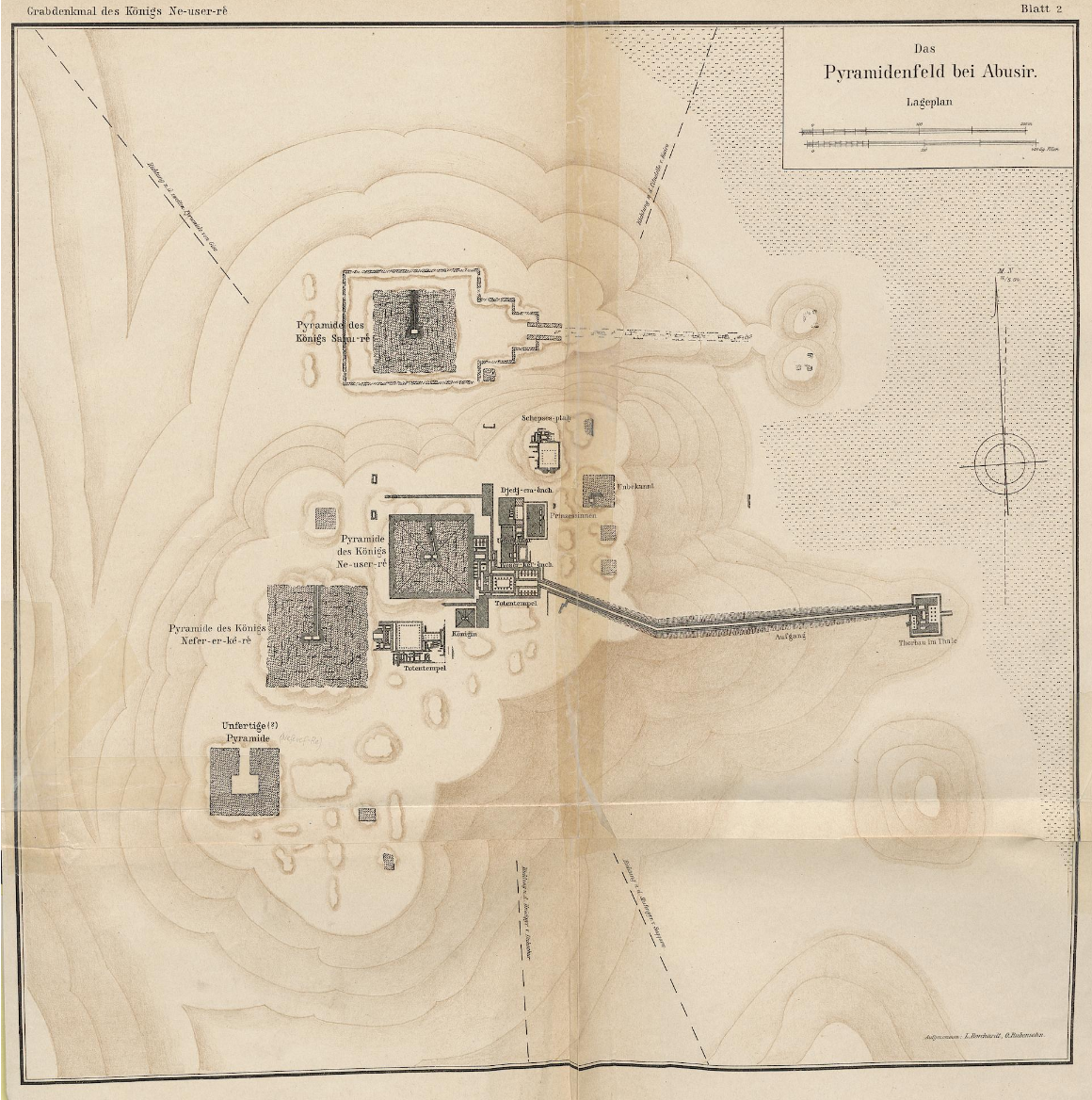
Un mapa de la necròpoli d'Abusir al-Melek, per L. Borchardt i O. Rubensohn, mostrant les ubicacions, de nord a sud, de les piràmides de Sahure, Niuserre, Nefererkare i Neferefre sense acabar

Inusualment, el complex mortuori de Niuserre no està assentat en l'eix Abusir al-Melek-Heliòpolis. En assumir el tron, es va comprometre a completar els tres monuments inacabats de son pare, sa mare, i el seu germà, i el seu cost va recaure sobre ell. Per a mantenir-ne l'eix, el monument de Niuserre hauria hagut de situar-se al sud-oest del conjunt de Neferefre, en el més profund del desert i a un mínim d'1 km de la vall del Nil. Això hauria sigut massa costós. És possible que Niuserre volgués romandre amb la seua família, i per això va preferir inserir el seu conjunt en l'espai al nord-est del de Nefererkare, entre les seues piràmides i les de Sahure, en un terreny escarpat al nord. Aquest emplaçament va limitar la zona de construcció a uns 300 m quadrats, i va permetre economitzar al màxim la mà d'obra i els recursos materials. L'egiptòleg Miroslav Verner descriu l'emplaçament de Niuserre com «el millor compromís que permetien les circumstàncies».
El 1838 John Shae Perring, un enginyer que treballava a les ordres del coronel Howard Vyse, va buidar les entrades a les piràmides de Sahure, Nefererkare i Niuserre. Cinc anys després, Karl Richard Lepsius va explorar la necròpoli d'Abusir al-Melek i va catalogar la piràmide de Niuserre com XX. Entre el 1902 i el 1908, Ludwig Borchardt va tornar a estudiar les piràmides d'Abusir al-Melek i excavà els temples i calçades adjacents. La de Borchardt fou la primera, i única, gran expedició duta a terme en la necròpoli d'Abusir al-Melek, i va contribuir significativament a la recerca arqueològica del jaciment. Els resultats en la piràmide de Niuserre, que havia excavat entre gener del 1902 i abril del 1904, es publiquen en Das Grabdenkmal des Königs Ne-User-Re (1907). L'Institut Txec d'Egiptologia té un projecte d'excavació a llarg termini a Abusir al-Melek des de la dècada dels 1960.

## Conjunt funerari

### Disseny
Els complexos funeraris de l'Imperi Antic solen tenir cinc elements principals: 
1. un temple de la vall;
2. una calçada;
3. un temple mortuori;
4. una piràmide de culte;
5. la piràmide principal.[12]

El monument de Niuserre conté tots aquests elements. La seua piràmide principal està construïda amb set graons de pedra calcària, amb una piràmide de culte a prop de la cantonada sud-est, i un inusual temple mortuori en forma de L adjacent, a la cara oriental. El temple de la vall i la calçada s'havien destinat al principi al monument de Nefererkare, però se'ls quedà Niuserre.

### Piràmide principal
Tot i que Niuserre regnà durant uns trenta anys, la seua piràmide és més petita que la de Nefererkare i més comparable en grandària a la de Sahure. Conscient del cost que suposaria per a la seua família, encarregà que la seua piràmide se situàs en l'únic espai lliure disponible que no era en el desert. Per tant, està situada contra el mur nord del temple mortuori de Nefererkare i amb el terreny al nord caient en picat cap al monument de Sahure. A més, estava delimitada per un grup de mastabes a l'est construïdes durant el regnat de Sahure. Aquesta combinació de factors pot haver restringit la grandària de la piràmide de Niuserre.
La piràmide consta de set esglaons, ancorats en pedres angulars. Estava revestida amb fina pedra calcària blanca de Tura, que devia provenir de pedreres de l'oest del poble d'Abusir al-Melek, i li donava un acabat de cares llises. Tenia una longitud de base de 78,9 m amb una inclinació cap a l'interior d'aproximadament 52°, amb una altura de cim d'uns 52 m i un volum total d'uns 113.000 m³.
La piràmide de Niuserre, igual que totes les piràmides d'Abusir al-Melek, es va construir de manera dràsticament diferent a les de les dinasties precedents. Les cares exteriors estaven emmarcades amb grans blocs de pedra calcària grisa toscament llaurats i units amb mortes —en la piràmide inacabada de Neferefre l'únic graó contenia blocs de fins a 5 m per 5,5 m per 1 m. Les cambres interiors tenien una estructura semblant, però amb blocs molt més menuts. El nucli de la piràmide, entre els dos marcs, s'omplí amb una barreja de rebles de pedra calcària, fragments de ceràmica i arena, amb morter d'argila. Aquest mètode, tot i que consumia menys temps i recursos, era descurat i inestable, i només es construïa la coberta amb pedra calcària d'alta qualitat.
Les cambres i els temples mortuoris de les piràmides d'Abusir al-Melek foren saquejats en els avalots del Primer Període Intermedi, mentre que el desmantellament de les piràmides ocorregué durant l'Imperi Nou. Una vegada retirat el revestiment de pedra calcària —per a reutilitzar-lo en la producció de calç—, el nucli restà exposat a una major destrucció humana i a l'erosió natural que l'ha deixat com un monticle ruïnós. El monument de Niuserre va sofrir un important saqueig de pedres durant l'Imperi Nou, durant el període tardà entre les dinasties XXVI i XXVII, i de nou durant l'època romana.
La piràmide està envoltada de patis oberts enllosats amb blocs de gres de 0,4 m de gruix, mentre que les capes de rajoles poden tenir un gruix de fins a 0,6 m. Inusualment, l'ala sud del pati és prou més estreta que la nord. El mur de tancament del pati tenia una alçada d'uns 7,35 m.

### Subestructura

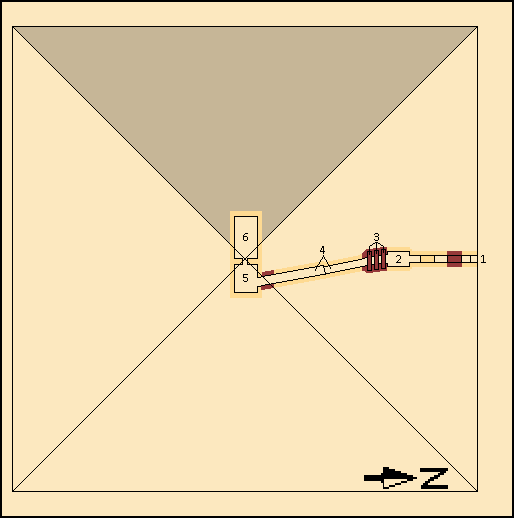
Disposició de la subestructura de Niuserre. En ordre: (1) Entrada al nord; (2) Vestíbul; (3) Portells de granit rosa; (4) Passadís; (5) Avantcambra; (6) Cambra funerària. Granit en roig, pedra calcària presentada en taronja

La subestructura de la piràmide imita el disseny bàsic adoptat pels reis anteriors de la Dinastia V. S'hi accedeix per un corredor descendent de nord a sud l'entrada del qual és a la cara nord de la piràmide. El corredor era revestit de fina pedra calcària blanca, reforçada amb granit rosa en tots dos extrems, i segueix un camí irregular. S'inclina fins al vestíbul, on dos o tres grans blocs de granit feien de rastell que bloquejava el pas quan es baixava. Darrere, el passadís es desvia cap a l'est i declina uns 5°. Tot seguit, acaba a l'avantcambra —connectada amb la cambra funerària— quasi directament sota el cim de la piràmide. Els danys en l'estructura interior causats pels lladres de pedra en fan pràcticament impossible la reconstrucció exacta de l'arquitectura.

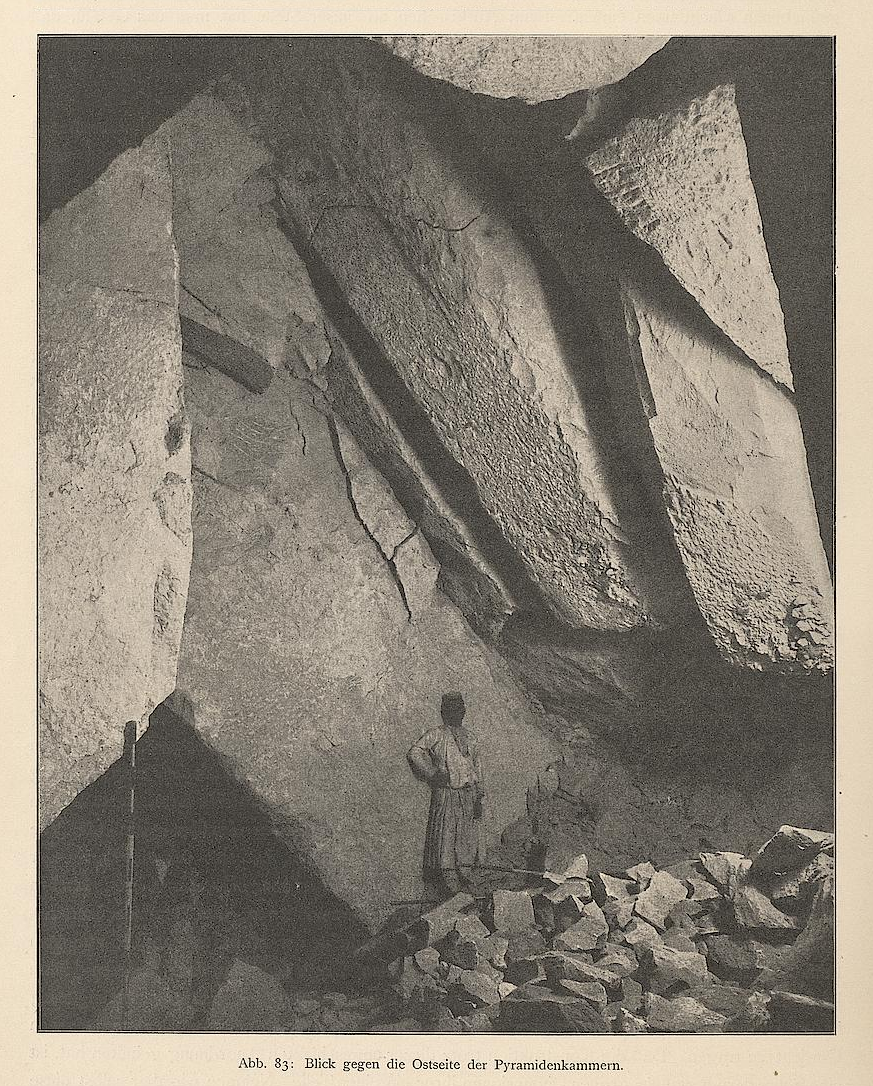
Els enormes blocs de gres del sostre, comparats amb un obrer
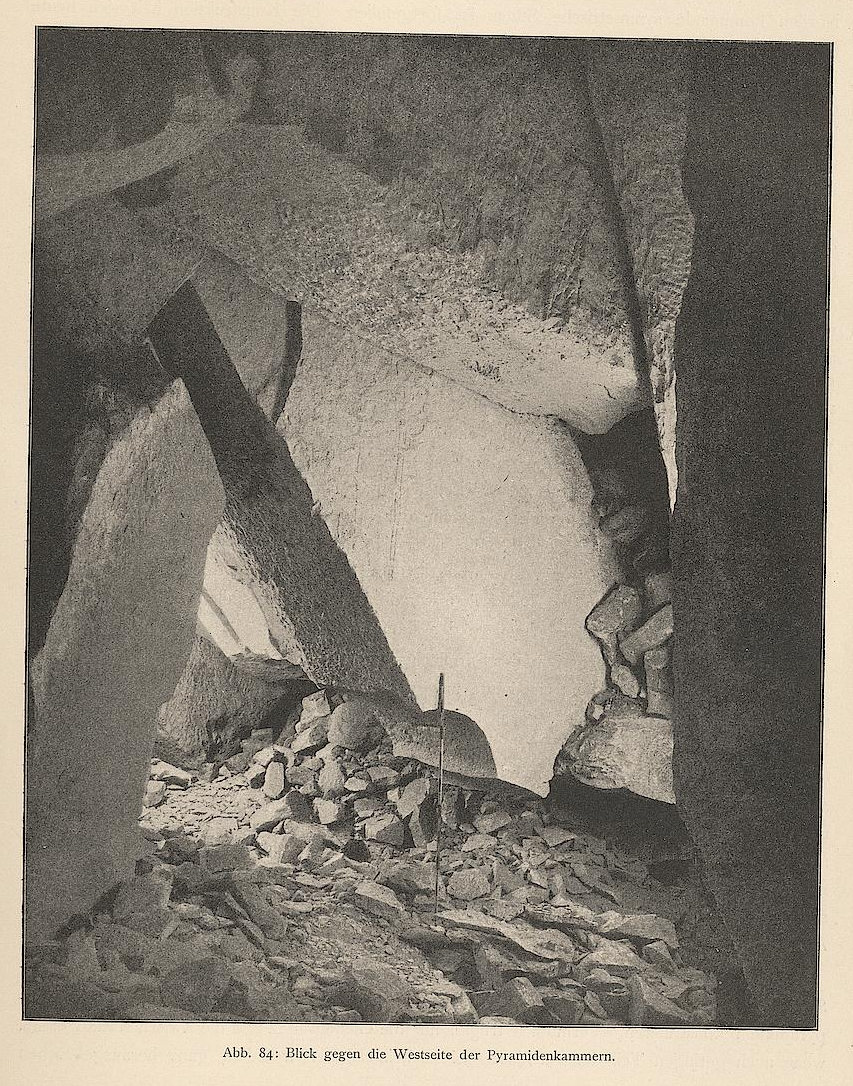
Interior de la subestructura de la piràmide, ple d'enderrocs

### Temple de la Vall

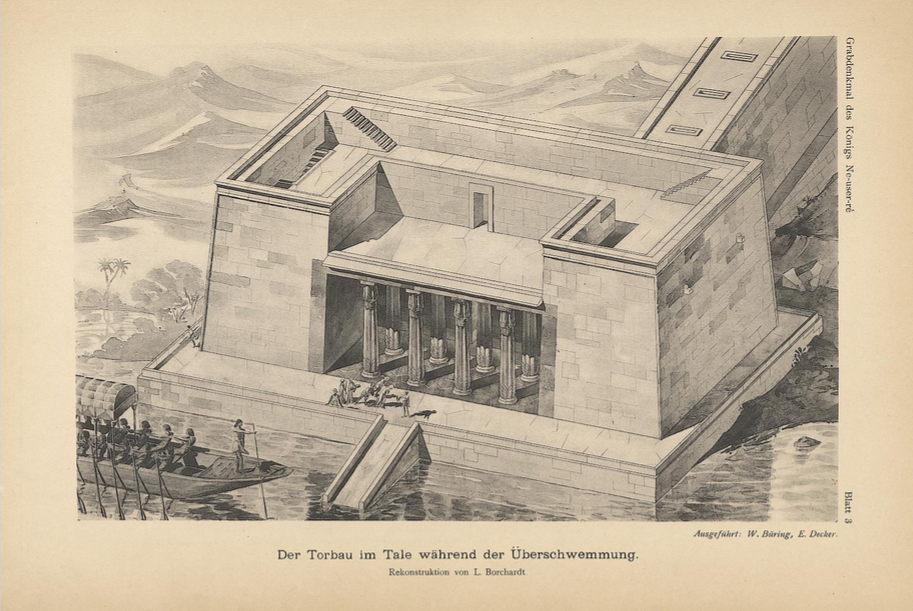
Pintura del temple de la vall, per W. Büring i E. Decker, presentada tal com apareixia en l'antic Egipte

Niuserre s'apropià del temple de la vall i la calçada que s'estava construint per al monument de Nefererkare. Igual que en el temple de la vall de Sahure, hi havia dues entrades amb columnes, tot i que les de Niuserre contrasten amb les de Sahure perquè representen tiges de papir en lloc de palmeres. L'entrada principal era en un pòrtic amb dues columnates de quatre columnes de granit rosa. A la segona entrada, que és a l'oest, s'accedia per un replà d'escala sobre un pòrtic pavimentat de pedra calcària adornat amb quatre columnes de granit. Cadascuna tenia la forma d'un papir de sis tiges i portava els noms i títols del rei, així com les imatges d'Ouadjet i Nekhbet.

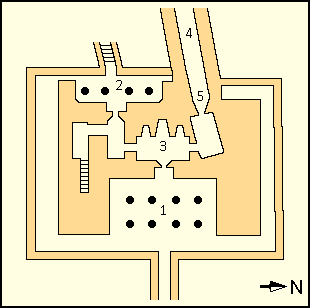
Planta del temple de la vall de Niuserre. En ordre: (1) pati de l'entrada principal; (2) pati de l'entrada secundària; (3) cambra amb tres nínxols; (4) calçada amb (5) figures de pedra calcària d'enemics captius

El temple estava enllosat amb basalt negre i tenia parets de pedra calcària de Tura amb un dau de granit roig decorat en relleu. La cambra central, que conté tres nínxols de granit roig, un de gran i dos de menuts, a la paret oest, que podrien haver contingut estàtues del rei, tenia una gran importància religiosa. Dues de les cambres laterals tenien un dau de basalt negre, i la sala més al sud contenia una escala que duia a una terrassa a la teulada. S'han conservat restes dels relleus de les parets, com ara un que presenta les massacres dels enemics d'Egipte. Al temple es col·locaren estàtues, com ara una de la reina Reptinub i una altra d'un lleó de granit rosa. Les cambres que precedien a la calçada estaven inclinades per a trobar-s'hi, i les figures de pedra calcària dels enemics captius semblen haver estat a l'eixida del temple a la base de la calçada.
El 2009, la Missió Arqueològica Txeca tornà a visitar el temple de la vall de Niuserre i la calçada per a fer excavacions de prova en tots dos llocs. A 32 m al sud del temple de la vall, s'excavà un mur orientat al nord-sud. El mur era de pedra calcària blanca i unit amb morter rosa. La cara est del mur s'inclinava uns 81°. Es trobaren indicis d'activitat de robatori de pedres en la secció sud del mur. Una combinació de factors, com ara la forma, la mà d'obra i l'alçada, suggereixen que el mur excavat forma part del terraplé del port del temple de la vall. Basant-se en les expedicions de Borchardt amb les pròpies troballes del 2009, l'egiptòleg Jaromír Krejčí creu que el port tenia una longitud mínima de 79 m, amb una longitud potencial d'uns 121 m i una amplada de si més no 32 m.

### Calçada

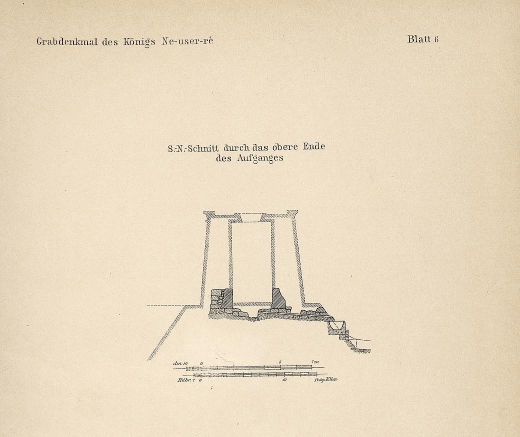
Dibuix transversal de la calçada de la piràmide de Niuserre per Ludwig Borchardt

Els fonaments de la calçada s'havien col·locat a uns dos terços del camí des del temple de la vall fins al temple mortuori quan va morir Nefererkare. Quan Niuserre se'n feu càrrec de l'obra, la va desviar. Per això, amb 368 m de longitud, se'n desplaça cap a la seua piràmide. La construcció en fou complicada perquè va haver de superar un desnivell de 28 m i sortejar un terreny irregular. Aquesta diferència d'elevació li donava un pendent de 4°30′, i requeria que la darrera part es construís amb una base alta. Algunes seccions d'aquesta base es van reutilitzar en la Dinastia XII per a construir tombes per als sacerdots que havien servit al culte funerari de Niuserre.
Borchardt examinà la calçada en els extrems i en un punt a l'est de la corba, però, pels costos previstos, optà per no excavar-la pas completament. L'excavació de prova de la Missió Arqueològica Txeca del 2009 es feu en un punt a 150 m a l'oest del temple de la vall i a 30 m d'on Borchardt havia fet les excavacions. Es determinà que la calçada tenia 7,77 m d'amplada, amb murs de 2,2 m de grossària, fets de maçoneria de nucli groc revestida de pedra calcària blanca amb morter de fang. Borchardt havia comprovat que les parets interiors eren verticalment paral·leles, mentre que les exteriors s'inclinaven en un angle de 75,5°. La calçada tenia un terraplé amb un nucli fet de blocs de pedra calcària groga i grisa en capes horitzontals units principalment amb morter gris, però també en parts amb morter rosa. El nucli del terraplé estava revestit de fins blocs de pedra calcària blanca inclinats a 55° i units amb morter de calç. Tot i que el terraplé s'excavà fins a una profunditat de 10 m per sota de la corona de la calçada, deixant al descobert 12 capes de revestiment en total, Krejčí creu que la base de l'edifici és a uns 3 m de fondària. Basant-se en els resultats de l'excavació, Krejčí conclou que l'edifici devia tenir una base d'almenys 21 m d'ample. La troballa clau de l'excavació fou que les calçades «representaven construccions enormes i voluminoses». Malgrat els esforços, l'equip no pogué descobrir cap fragment de relleu.
Les parets interiors de la calçada estaven revestides a la base amb basalt negre, per damunt de les quals es revestien de pedra calcària de Tura i s'adornaven amb relleus. Tenia un sostre pintat de blau amb una decoració d'estreles daurades que evoquen el cel nocturn. S'ha conservat un notable relleu de gran grandària de la calçada. Representa set esfinxs reials immobilitzant els enemics del rei sota les potes.

### Temple funerari

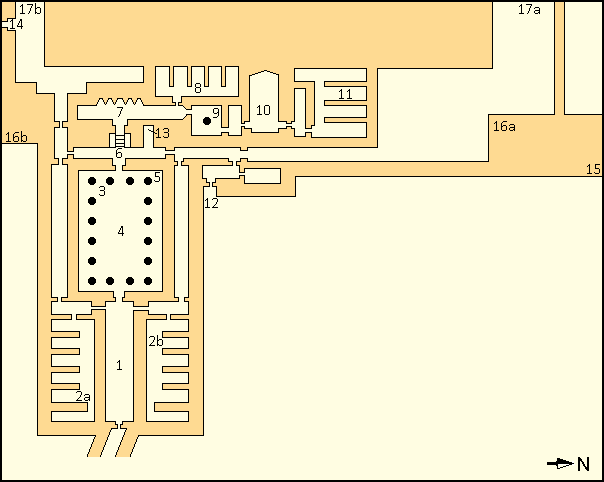
Disposició del temple funerari. Per ordre: (1) vestíbul d'entrada i (2a i b) magatzems; (3) pati amb columnes amb (4) una pila (5) i un altar; (6) passadís transversal; (7) capella amb (8) magatzems; (9) antichambre carrée; (10) sala d'ofrenes amb (11) magatzems; (12) entrada alternativa; (13) allotjament de l'estàtua del lleó de granit rosa; (14) passadís cap a la piràmide de culte; (15) plataforma quadrada; (16a i b) prototips de piló; i (17a i b) pati principal de la piràmide

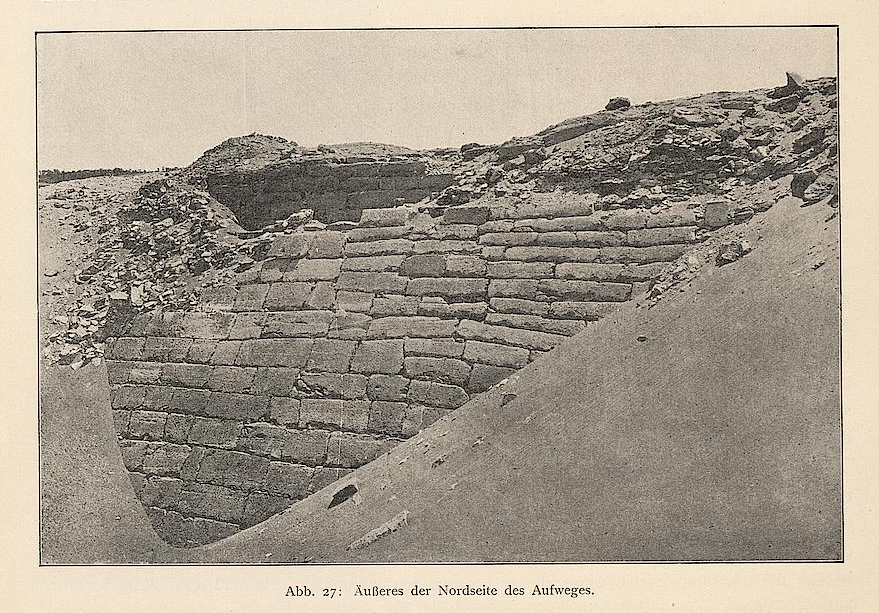
Terraplé de la calçada, després de l'excavació de Ludwig Borchardt
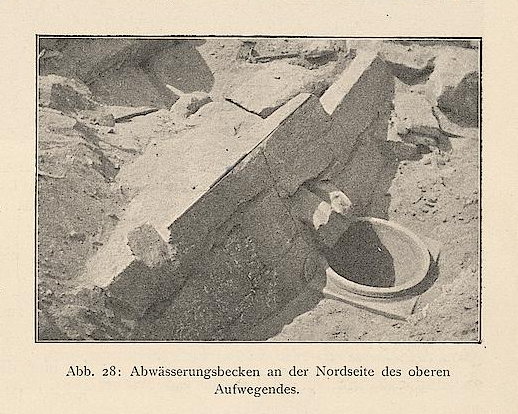
Conca de drenatge d'aigua en l'extrem superior de la calçada
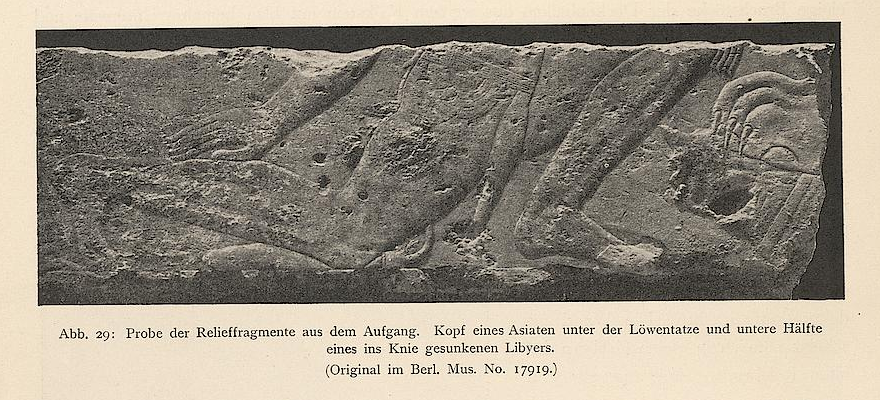
Fragment de relleu, procedent de la calçada, que representa el cap d'un enemic immobilitzat sota una pota de lleó
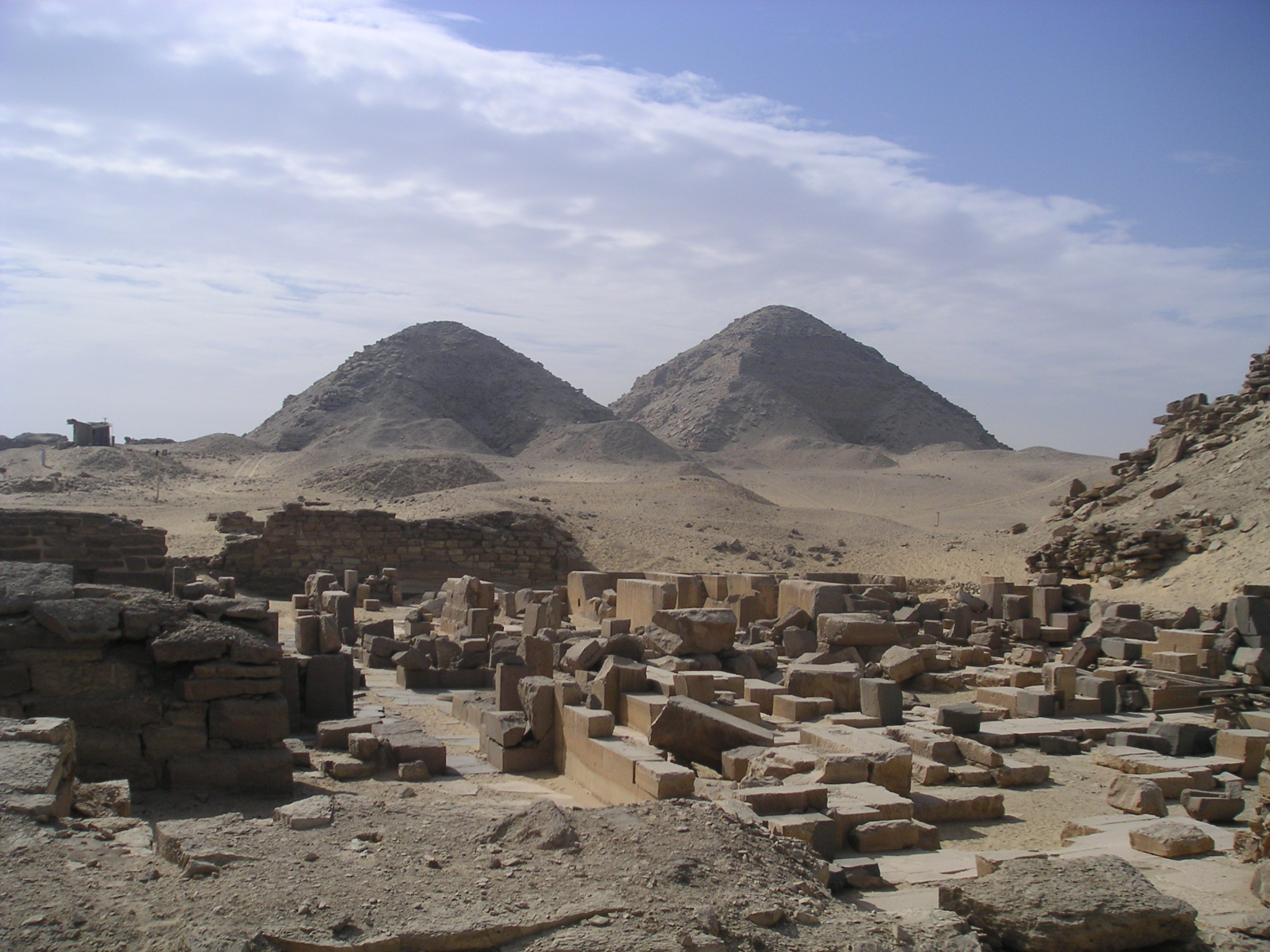
Cares nord i est de la piràmide de Niuserre (esquerra) i de la de Nefererkare (dreta)

El disseny bàsic del temple funerari de Niuserre difereix d'altres de construïts en la Dinastia V i VI. Verner descriu la disposició d'un temple funerari típic de l'època com una lletra «T» i la contrasta amb la disposició en «L» del temple de Niuserre. Aquesta alteració es devia a la presència de mastabes construïdes durant el regnat de Sahure a l'est. Malgrat aquesta diferència, el temple conservava tots els elements fonamentals establerts pel temple funerari de Sahure i incorporava alhora característiques noves.
El punt d'entrada inicial al temple està inclinat cap al sud-est. Després hi ha un vestíbul d'entrada flanquejat, al nord i al sud, per grups de cinc magatzems que constituïen la major part de l'espai d'emmagatzematge del temple. El vestíbul d'entrada estava voltat, tenia un paviment de basalt negre i parets de pedra calcària cobertes de relleus amb un dau de granit roig a les parets laterals. Els fragments dels relleus murals del temple s'exposen sovint ara en museus alemanys. Per exemple, un intricat relleu mural del temple que narra una escena de la sala del tron s'ha exposat al Museu Egipci de Berlín. En la Dinastia XXV, Taharqa feu reproduir relleus de temples funeraris de l'Imperi Antic, en particular els de Niuserre, Sahure i Pepi II, per a utilitzar-los en la restauració del Temple de Kawa de Núbia.
El vestíbul acaba en un pati enllosat amb basalt negre i amb un deambulatori ensostrat sostingut per setze columnes de granit rosa de sis tiges. El pati es dissenyà per a transmetre la imatge d'un bosquet de papirs pantanosos, un lloc que, per als antics egipcis, significava renovació. Per a evocar aquesta imatge, les bases de les columnes es decoraren amb baixos relleus ondats que creaven la il·lusió de papirs creixent a l'aigua. Les parts centrals de les columnes tenien inscripcions que detallaven aspectes com el nom i els títols del rei i la protecció del pati per part de les dees Ouajet i Nekhbet. Aquestes columnes sostenien el deambulatori del pati. El sostre estava decorat amb estreles que representaven el cel nocturn de l'inframon. Al centre del pati hi havia una pileta de gres per a recollir l'aigua de pluja, i a la cantonada nord-oest del pati hi havia un altar d'alabastre molt decorat. L'eixida oest del pati duu al corredor transversal (nord-sud).

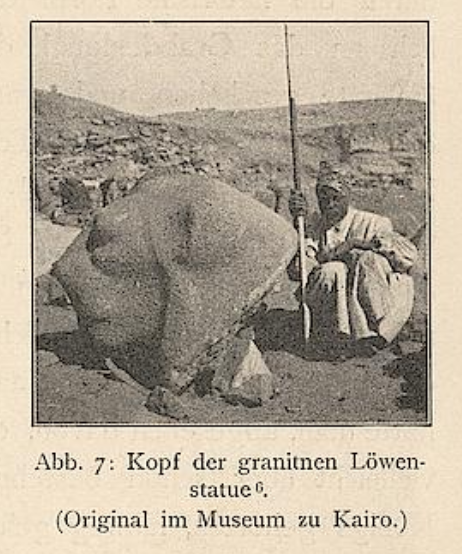
Cap del lleó de granit rosa, guardià del temple interior
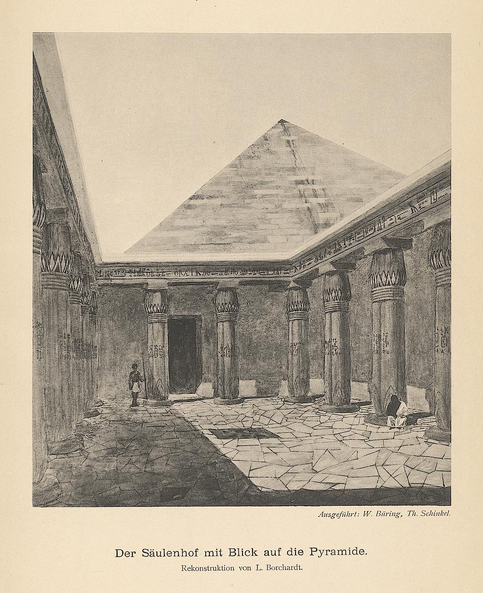
Pintura del temple funerari i la piràmide, per W. Büring i Th. Schinkel, com apareixia en el mil·lenni III abans de la nostra era
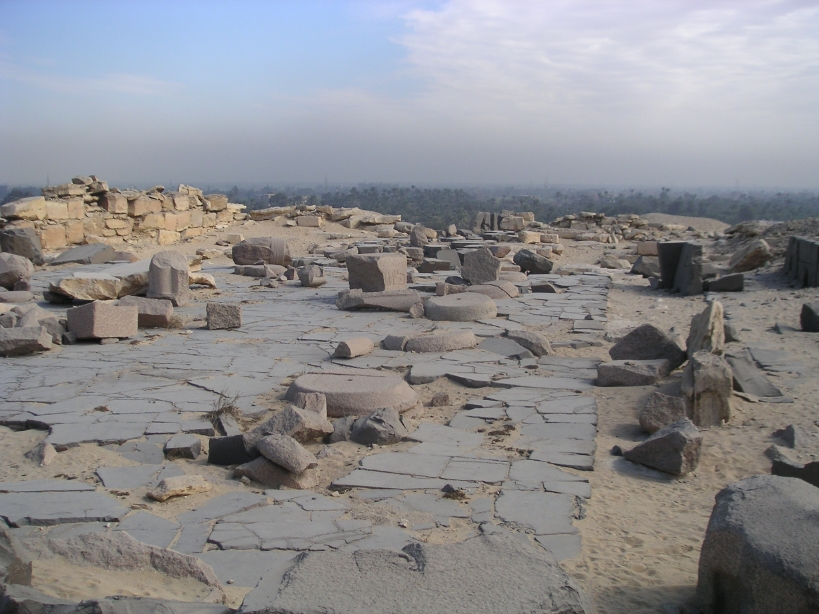
El pati obert amb columnates del temple mortuori de Niuserre
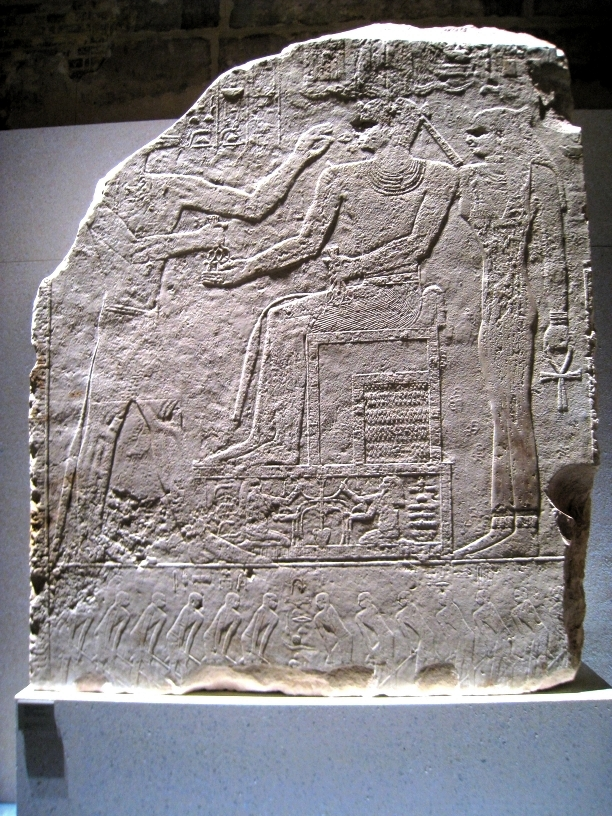
Relleu del temple funerari que representa Anubis oferint un manat d'ankh a Niuserre assegut al tron, mentre Hator sosté el seu ankh, i n'és al darrere

Des del corredor transversal, el temple pren una direcció cap al nord i adopta la forma de L. Al cantó nord-oest del passadís transversal que separa les parts pública, exterior, i íntima, interior, del temple, hi ha un nínxol amb una gran estàtua de granit rosa d'un lleó que servia per a guardar la intimitat del faraó. Més enllà se'n troba la capella, que s'havia desplaçat cap al sud, un altre resultat de la forma del temple. Està tan danyada que no se'n pot fer una reconstrucció, però se sap que contenia cinc nínxols per a estàtues. Junt a la capella hi havia un altre grup de magatzems. Al nord de la capella hi ha l'antichambre carrée —així anomenada per l'arquitecte Jean-Philippe Lauer per la forma quadrada— decorada amb relleus, un terra elevat i una columna central. Aquesta cambra és una de les dues novetats del disseny dels temples, que romandrà fins al regnat de Senusret I. Els antecedents de l'antichambre carrée es remunten als temples funeraris de Sahure, Nefererkare i Neferefre. S'hi entra pel mur nord de la capella de cinc nínxols que, tret de la piràmide pertanyent a Setibhor, és l'única sala d'aquest tipus dissenyada per a entrar per aquest costat. El sòl i la base de la columna eren de gres. La sala feia 5,2 metres quadrats, grandària que esdevingué norma per a la majoria de les antichambre carrées de les dinasties V i VI. Al cantó nord-oest, Borchardt trobà un fragment d'una estàtua de pedra calcària que havia estat fixada al sòl amb morter. També trobà fragments de decoracions en relleu als voltants, que podrien tenir origen en la sala. Aquests bocins representaven deïtats antropomorfes amb caps d'animals, com ara Sobec, Horus i tres altres (una amb cap humà) que duien ceptres i símbols d'ankh.

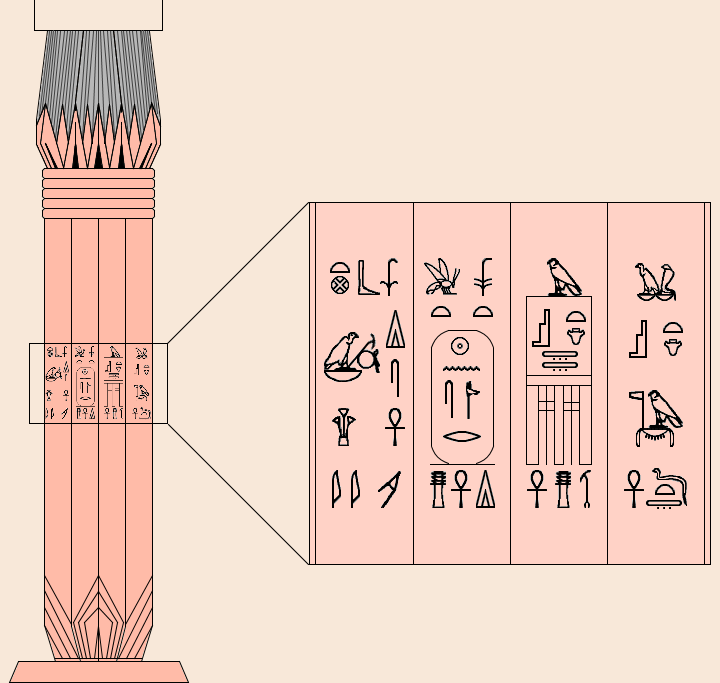
Representació d'una columna de papir de granit rosa al pati, amb quatre columnes de jeroglífics. Es llig d'esquerra a dreta: (1) Estimat de Nekhbet, dona-li vida, salut (2) Dona vida duradora a Niuserre, rei de l'Alt i Baix Egipte (3) Vida, estabilitat i prosperitat al favorit de les Dues Terres d'Egipte. (4) El favorit de les Nebty, Nekhbet i Ouadjet, el Diví Falcó Daurat, que visca eternament.

L'antichambre carrée duu a la sala dels sacrificis, o ofrenes, per un vestíbul que s'ometé en les versions posteriors. La sala d'ofrenes era en l'eix est-oest per raons religioses i al seu lloc tradicional, al centre de la cara est de la piràmide principal i adjacent. La sala d'ofrenes tenia un altar per a sacrificis i una porta falsa de granit. Igual que el vestíbul, les parets de la sala d'ofrenes es decoraren amb relleus amb escenes dels sacrificis rituals que s'hi realitzaven. Igual que el deambulatori del pati, el sostre voltat de la cambra estava decorat amb estreles en baix relleu que evocaven el cel nocturn de l'inframon. Sota el mur oriental hi havia un canal connectat a un sistema de drenatge a l'est del temple. Al nord de la sala d'ofrenes hi havia un darrer grup de magatzems. Hi ha un punt d'entrada alternatiu a prop de la intersecció entre els santuaris exterior i interior, al qual es pot accedir des de fora.
El temple funerari conté altres dues innovacions significatives. Hi ha una modificació arquitectònica incorporada al disseny del temple, que tingué una marcada influència en l'arquitectura egípcia antiga. Als cantons nord i sud-est del temple s'alçaren alts edificis en forma de torre amb lleus pendents. La part superior formava una terrassa plana, rematada amb una cornisa còncava, a la qual es podia pujar per una escala. Verner s'hi refereix com el «prototipus dels pilons» que esdevingueren elements bàsics de posteriors temples i palaus de l'antic Egipte. La segona innovació és més complexa i, fins ara, inexplicable. Al cantó nord-est del temple, al costat de la muralla, Borchardt va descobrir una plataforma quadrada d'uns 10 m de costat. Les excavacions fetes per un equip txec en la mastaba de Ptahshepses, visir del faraó i cap de les obres reials, van descobrir un gran piramidó de granit rosa, extret d'un obelisc, que descansava al costat d'una plataforma quadrada semblant al cantó sud-oest. Verner proposa hipòtesis sobre la finalitat de la plataforma quadrada del temple funerari de Niuserre: 
1. La plataforma quadrada degué ser ocupada en el seu moment per un piramidó semblant; les proves que donen suport a aquesta conjectura són un gran obelisc de granit trobat en el conjunt piramidal —els obeliscos eren els punts mitjans arquitectònics dels temples solars, però no es trobaven pas als temples mortuoris, i això fa que aquest descobriment siga únic— i blocs de pedra que contenen la inscripció «Camp de sacrifici de Sahure».[55]
2. Els blocs podrien ser restes del material de construcció utilitzat per al temple solar de Sahure, o bé haver estat trets del mateix temple solar. Això va portar a conjecturar:
3. que el temple solar degué ser a prop del conjunt de Niuserre o (4) que Niuserre podria haver desmantellat o usurpat el temple solar per a ell.[31]

### Piràmide de culte

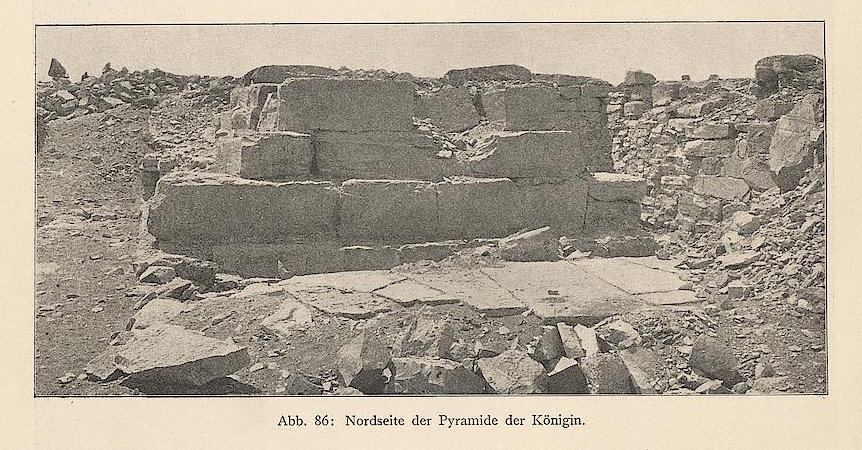
Restes de la piràmide de culte de Niuserre, erròniament descrita per Borchardt com la «Pyramide der Königin»

Borchardt va atribuir erròniament l'estructura trobada al cantó sud-est del conjunt a la consort de Niuserre; es tractava, en realitat, de la piràmide de culte, que té el seu recinte i la subestructura estàndard en forma de T de corredors i cambres. Tenia una longitud de base d'uns 15,5 m i un pic d'uns 10,5 m d'alçada.
L'única sala de la piràmide es construí excavant un pou en el terra. Les parets eren de pedra calcària groga, unides amb morter. L'entrada a la cambra es tallà en angle oblic, en part encastada en la maçoneria i en part enfonsada en el terra. S'ha conservat molt poc de l'estructura interior i quasi res del revestiment de pedra calcària blanca de la sala, tret d'un sol bloc trobat a la cantonada sud-oest de la cambra.
La finalitat de la piràmide de culte continua sense esclarir-se. Tenia una cambra funerària, però no s'emprava pas per a soterrars, sinó que sembla una estructura purament simbòlica. És possible que contingués el ca (esperit) del faraó o una estàtua en miniatura del rei. Pot ser es feu servir per a representacions rituals centrades en l'enterrament i la resurrecció de l'esperit ca durant la festa de Heb Sed.

## Altres estructures significatives

### Tombes de les esposes
L'esposa de Niuserre, Reputnebu, no es va pas enterrar al conjunt piramidal de Niuserre. Dues petites piràmides al marge sud del conjunt piramidal, designades Lepsius XXIV i Lepsius XXV, sembla que pertanyen a les seues consorts. Les estructures estan molt danyades, i Verner no espera que s'hi facen troballes excepcionals en les excavacions.

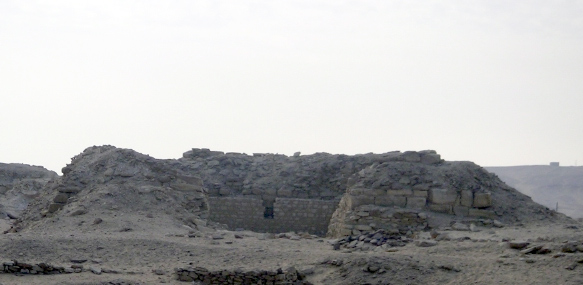
Restes de Lepsius XXIV, potser la tomba de la consort de Niuserre

La primera d'aquestes piràmides, Lepsius XXIV, constava d'una piràmide, un temple mortuori i una piràmide menuda de culte. Els grans danys soferts de la tomba pels lladres de pedra de l'Imperi Nou l'han deixada en ruïnes, tot i que se'n poden distingir alguns detalls. El temple mortuori es va construir a la cara est de la piràmide, i això confirma que la tomba pertanyia a una reina. La piràmide es va construir durant el regnat de Niuserre, com demostra el nom de Ptahshepses que apareix als blocs entre moltes altres marques i inscripcions de paletes. Dins les restes de la cambra funerària jauen les d'un sarcòfag de granit rosa, bocins de ceràmica i les restes momificades d'una dona jove, d'entre vint-i-un i vint-i-cinc anys.
La mòmia està fragmentada. El seu nom no es va trobar inscrit en cap lloc del conjunt, per la qual cosa les restes de la mòmia han quedat sense identificar. La datació suggereix que devia ser la consort de Niuserre o del seu germà faraó, Neferefre, de curta vida. La reina Reputnebu n'és una candidata potencial, tot i que la possibilitat d'altres esposes continua sent factible. Inusualment, aquesta mòmia ha estat sotmesa a excerebració, un procediment que, segons Verner, no es coneixia abans de l'Imperi Mitjà. Els professors Eugen Strouhal, Viktor Černý i Luboš Vyhnánek ho qüestionen, i afirmen que s'ha confirmat que algunes mòmies de la Dinastia VIII i una de la Dinastia VI es van sotmetre a aquest procediment.

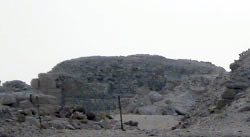
Lepsius XXV: Una piràmide doble construïda durant el regnat de Niuserre

La tomba germana, Lepsius XXV, és molt a prop de Lepsius XXIV. Un estudi superficial de la tomba revelà haver estat construïda durant el regnat de Niuserre. L'equip arqueològic de Verner feu excavacions entre el 2001 i 2004. Verner havia cregut al principi que el temple mortuori se n'havia construït a la cara occidental de la piràmide, en lloc de l'oriental habitual. Les seues excavacions revelaren que la piràmide mancava per complet de temple funerari. El monument estava format per dues tombes piramidals adjacents. Ambdues tenen forma oblonga, i la tomba oriental és més gran que l'occidental. S'orienten en un eix nord-sud. Els propietaris i parents d'aquestes tombes continuen sent desconeguts.

### Mastaba de les Princeses
Al nord-oest de la piràmide de Niuserre hi ha una tomba construïda per a tres de les seues filles, que Borchardt anomenà la «Mastaba de les Princeses». La superestructura d'aquesta tomba es va construir amuntegant enderrocs per crear un ur gros i envoltar-lo de blocs de pedra calcària groga, amb la façana revestida, a més, de fina pedra calcària blanca. Aquesta valuosa capa exterior ha estat despullada i sols en resta un fragment a la porta. Malgrat això, la disposició de la tomba —amb les quatre cambres funeràries i sales de culte— s'ha conservat bé.
Les portes falses de les sales funeràries són els únics vestigis decoratius trobats, tot i que Borchardt especula que aquestes fossen les úniques ornamentacions. A les sales de culte s'han conservat restes de pintura roja, cosa que indica que les parets estaven decorades imitant granit. La porta falsa situada més al nord duu els títols de Khamerernebty, filla del rei Niuserre i sacerdotessa d'Hathor. La segona porta falsa duu el nom de Meritkhots. També té inscripcions i una talla del tema, però és de qualitat inferior. Els fragments de pintura conservats indiquen que el bloc es pintà de roig per a imitar el granit, mentre que les inscripcions tallades eren en verd. La tercera porta falsa es deixà en blanc, mentre que la darrera, semblant a la segona, només té inscripcions a la llinda i duu el nom de Kahotep.

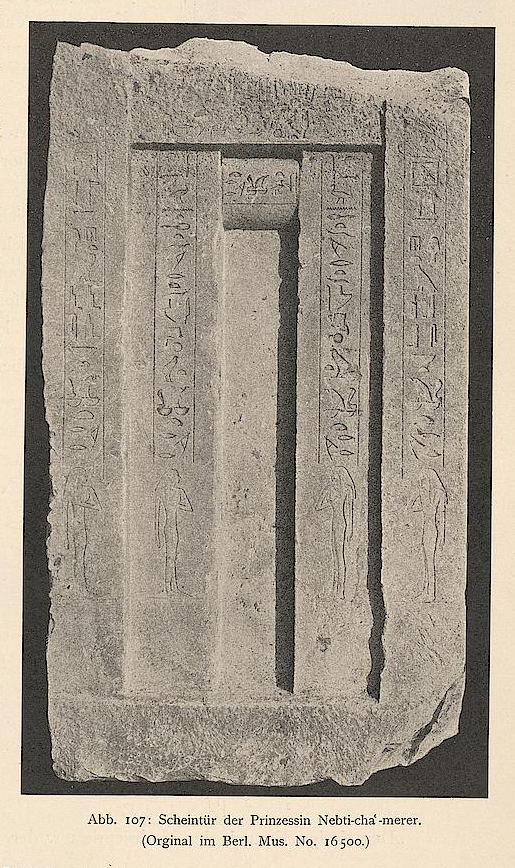
Porta falsa de Khamerernebty,| G16 | N28 | U6 | D21 · D21 | amb els seus títols i imatge
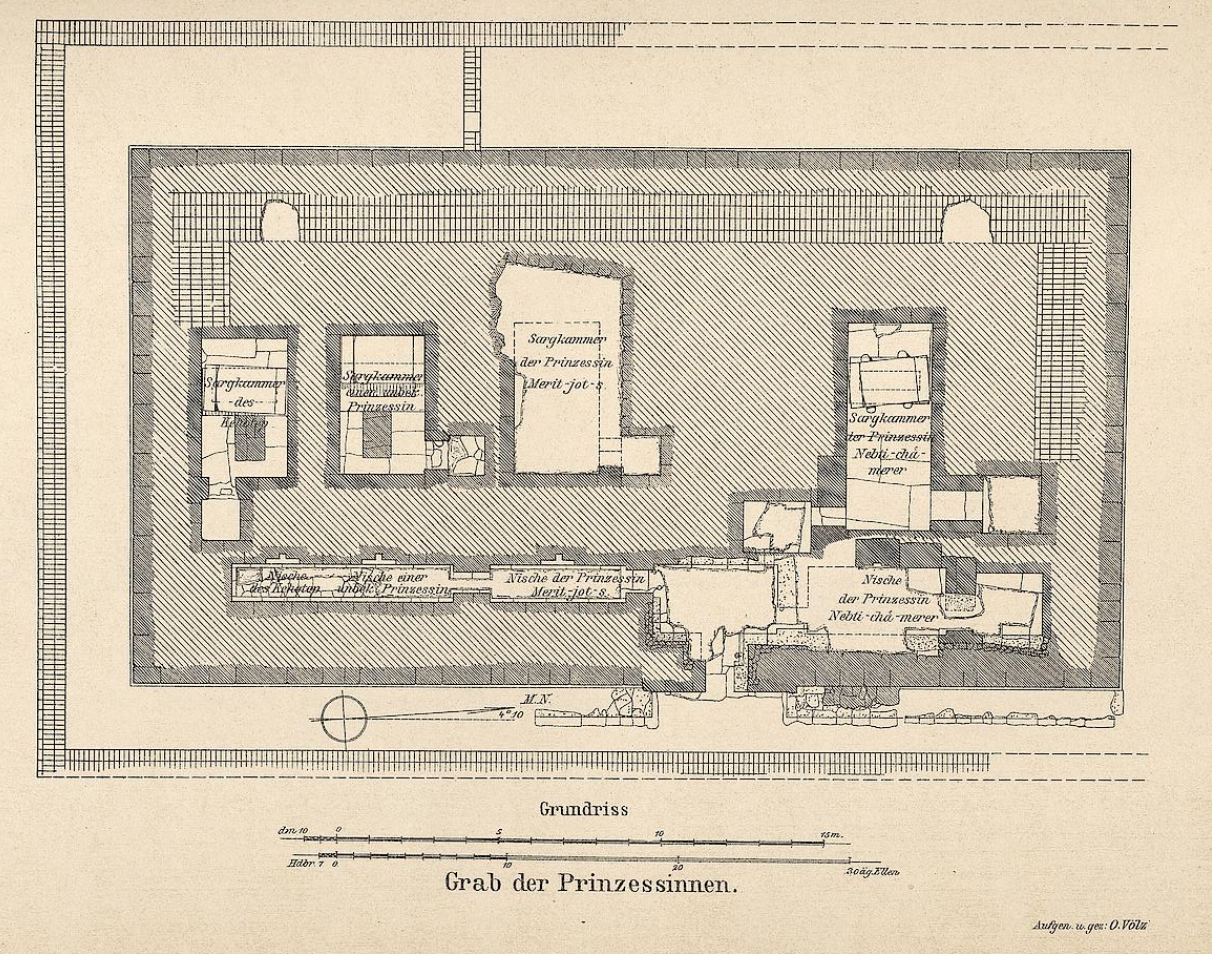
Dibuix, d'O. Völz, del plànol de la «Mastaba dels Princeses»
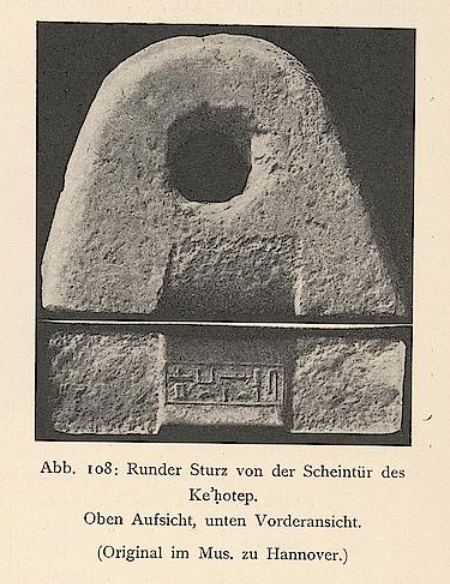
Llinda redona de la falsa porta de Kahotep,| D28 · X1 | R4 · Q3 |que duu el seu nom

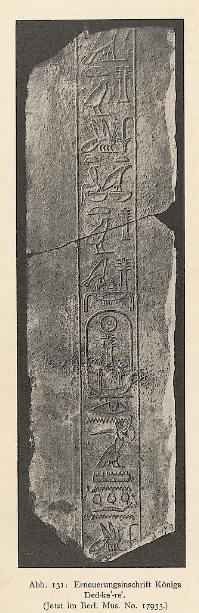
Treballs de restauració d'una inscripció amb els noms de Djedkare del temple mortuori de Niuserre

## Història posterior
Niuserre fou el darrer rei que va construir el seu monument funerari a Abusir al-Melek. Els seus successors Menkauhor, Djedkare i Unas s'enterraren en un altre lloc, i Abusir al-Melek va deixar de ser la necròpolis reial.

### Culte funerari
Els Papirs d'Abusir al-Melek indiquen que els cultes funeraris a Abusir al-Melek foren actius si més no fins al regnat de Pepi II, a la fi de la Dinastia VI. La continuïtat, però, d'aquests cultes en el període posterior a l'Imperi Antic és objecte de debat entre els egiptòlegs. Verner creu que aquests cultes cessaren cap al Primer Període Intermedi. Sosté que la reunificació d'Egipte i l'estabilització a la fi de la Dinastia XI permeteren que els cultes mortuoris d'Abusir al-Melek es reformassen abans d'extingir-se aviat de manera definitiva. Jaromír Málek fa una distinció entre la supervivència de les hisendes, que són la base econòmica del culte funerari, i la supervivència del culte en si, i assenyala que no hi ha proves de la continuació d'aquests cultes, tret dels cultes de Teti II i, potser, de Niuserre. Ladislav Bareš pensa que només el culte de Niuserre persistí durant el període, tot i que de manera molt reduïda. Antonio Morales considera dues formes de culte: el reial oficial i la veneració popular del rei, i opina que en el cas de Niuserre totes dues maneres de culte sobrevisqueren a la transició des de l'Imperi Antic, al llarg del Primer Període Intermedi i fins a començaments de l'Imperi Mitjà. Sosté que els vestigis arqueològics trobats prop del monument de Niuserre, com les tombes de l'est del temple funerari, daten del Primer Període Intermedi i de l'Imperi Mitjà i s'associen al culte reial per onomàstiques, títols i altres escrits textuals; les inscripcions de la porta falsa d'Ipi, datada del Primer Període Intermedi, amb el nom de naixement de Niuserre; i un bloc amb inscripcions pertanyent a un supervisor de la propera ciutat piramidal de Nefererkare, trobat al costat de l'entrada alternativa del temple funerari, donen suport a la supervivència del culte en honor a Niuserre des de la Dinastia V fins a l'Imperi Mitjà. Els treballs de restauració del paviment del temple funerari de Niuserre i una inscripció d'un rei anònim que data de finals de l'Imperi Antic són altres indicadors de l'activitat en el monument funerari.
Les tombes de dos caps d'estat i supervisors del temple mortuori, Heryshefhetep I i II, poden servir com a prova de la continuïtat del culte de Niuserre. Les tombes d'aquests dos funcionaris daten d'entre les dinasties IX i X —el període heracliopolità— o la Dinastia XI. Si els dos sacerdots van viure durant el període heracliopolità, això indicaria que el culte funerari de Niuserre i les propietats de la seua piràmide funcionaven i estaven intactes durant el Primer Període Intermedi. Si així fora, llavors el culte de Niuserre va sobreviure si més no fins a la Dinastia XII, sota el sacerdot Inhetep. La porta falsa de la tomba d'una sacerdotessa o funcionària, Satimpi, trobada a prop de la calçada, també pot datar-se del Primer Període Intermedi. L'enterrament de sacerdots en aquest període pot ser un altre indicador de la conservació del seu culte.

### Enterraments

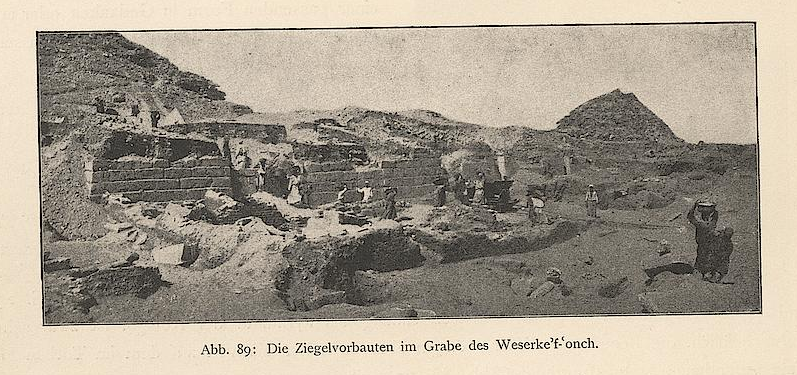
La tomba d'Userkafankh, enterrada en una mastaba a l'est del temple funerari

Des del final del regnat de Niuserre fins al Imperi Mitjà, les zones del voltant de la calçada i el temple funerari del seu monument esdevingueren la llar d'altres tombes. Djedkare soterrà alguns membres de la seua família i funcionaris al vessant situat al sud-est del temple funerari. Els membres de la família reial enterrats allí són Khekeretnebty amb la seua filla Tisethor, Hedjetnebu i Neserkauhor, juntament amb els funcionaris Mernefu, Idut i Khenit. També hi ha una tomba amb propietari desconegut. Aquest cementeri s'amplià cap a l'est, cap a la vora de la vall del Nil, i arribà a la màxima esplendor en la Dinastia VI, però en aquesta època Abusir al-Melek ja només s'emprava com a cementeri local. Moltes de les tombes descobertes ací pertanyen a empleats del culte funerari, com les de Fetekta i Hetepi, administradors dels magatzems.
Al sud-est del temple funerari es troba la tomba d'Inemakhet i Inhetep (I). A dins, es va descobrir una inscripció que deia «honorat davant Osiris, senyor de la vida, i Ini, senyor de la reverència» en alguns dipòsits funeraris. Altres dues tombes amb noms semblants, les d'Inhetep (II) i Inhetepi, també es troben a la zona. El venerat estatus de Niuserre s'evidencia en l'onomàstica d'aquests individus enterrats que prengueren els seus noms del nom de naixement de Niuserre, Ini.
Al nord del monument de Niuserre hi ha un cementeri dividit en dues zones. El sector nord-oest alberga tombes construïdes al final del seu regnat. Al sector nord-est, situat al nord del temple funerari, que s'establí entre el Primer Període Intermedi i l'inici de l'Imperi Mitjà, es troben les tombes d'individus associats al culte funerari del rei. A més, els seus sacerdots del culte se soterraren a la rodalia de la façana oriental del temple funerari i a l'extrem superior de la calçada.
L'emplaçament del monument s'emprà per a enterraments ocasionals en el Període tardà. A l'est del temple funerari, uns egiptòlegs alemanys van desenterrar entre el 1901 i el 1904 trenta-un enterraments grecs datats d'entre c. 375-350 abans de la nostra era. Aquesta datació és controvertida, segons Verner, la construcció d'aquestes tombes marca el final de la història del cementeri d'Abusir al-Melek.